# Франсиску-Сантус

Франсиску-Сантус на карте штата.

Франсиску-Сантус (порт. Francisco Santos) — муниципалитет в Бразилии, входит в штат Пиауи. Составная часть мезорегиона Юго-восток штата Пиауи. Входит в экономико-статистический микрорегион Пиу-IX. Население составляет 8592 человека на 2010 год. Занимает площадь 491,862 км². Плотность населения — 17,47 чел./км².

## Демография
Согласно сведениям, собранным Национальным институтом географии и статистики (IBGE) в ходе переписи 2010 года, население муниципалитета составляет:
| Население муниципалитета Франсиску-Сантус      | Население муниципалитета Франсиску-Сантус      | Население муниципалитета Франсиску-Сантус      | Население муниципалитета Франсиску-Сантус      | 8592  |
| ---------------------------------------------- | ---------------------------------------------- | ---------------------------------------------- | ---------------------------------------------- | ----- |
| в том числе:                                   | Городское население                            | 3979                                           | Процент городского населения, %                | 46,31 |
|                                                | Сельское население                             | 4613                                           | Процент сельского населения, %                 | 53,69 |
|                                                | Мужское население                              | 4383                                           | Процент мужского населения, %                  | 51,01 |
|                                                | Женское население                              | 4209                                           | Процент женского населения, %                  | 48,99 |
| Плотность населения, чел/км²                   | Плотность населения, чел/км²                   | Плотность населения, чел/км²                   | Плотность населения, чел/км²                   | 17,47 |
| Население муниципалитета в % к населению штата | Население муниципалитета в % к населению штата | Население муниципалитета в % к населению штата | Население муниципалитета в % к населению штата | 0,28  |

По данным оценки 2016 года, население муниципалитета составляет 9054 жителя. По данным 2022 года, население муниципалитета составляет 8237 человек.

## История
Город основан 24 декабря 1960 года.

## Статистика
- Индекс развития человеческого потенциала на 2000 год составляет 0,607 (данные: Программа развития ООН).

| Год сбора статистики | Численность населения, человек | ВВП, реалов | ВВП на душу населения, реалов | Доходы муниципалитета, реалов | Расходы муниципалитета, реалов | Уровень детской смертности, на 1000 новорождённых | Доля работающего населения, % |
| -------------------- | ------------------------------ | ----------- | ----------------------------- | ----------------------------- | ------------------------------ | ------------------------------------------------- | ----------------------------- |
| 2003                 | 8592                           | 13 670 397  | 1941,54                       | -                             | -                              | -                                                 | -                             |
| 2016                 | 9054                           | -           | -                             | -                             | -                              | -                                                 | -                             |
| 2017                 | -                              | -           | -                             | 19 697 620                    | 16 931 940                     | -                                                 | -                             |
| 2020                 | -                              | -           | -                             | -                             | -                              | 33,71                                             | -                             |
| 2021                 | -                              | -           | 8811,07                       | -                             | -                              | -                                                 | 5,23                          |
| 2022                 | 8237                           | -           | -                             | -                             | -                              | -                                                 | -                             |